# Miles Griffith
Miles Lloyd Griffith (Brooklyn (New York), 13 mei 1969 – The Bronx (New York), 2 april 2025) was een Amerikaanse jazzzanger.

## Biografie
Griffith groeide op in een muzikaal gezin met Caribische roots. Zijn vader speelt steeldrums, zijn moeder is gospelzangeres. Griffith begon met optreden als kind. In 1980 had hij een kleine rol in de film One Trick Pony met Paul Simon. Daarna zong hij in het Boys Choir of Harlem (1982-1983, 1985), met wie hij ook meerdere keren toerde. Hij voltooide een klassieke vocale opleiding aan de La Guardia High School of Music and Performing Arts in 1987, maar woonde ook de wekelijkse workshop van Barry Harris bij. Hij kreeg ook les van Marion Cowings (1987–1990) en Pete Yellin (1988–1991) om in 1991 een bachelordiploma te behalen aan de Long Island University, waar hij studeerde bij Jay Clayton. Daarna ging hij naar het Queens College, waar Donald Byrd, Roland Hanna en Richard Harper hem lesgaven (master in 1995).
In 1994 speelde hij een van de hoofdrollen (Jesse) in Wynton Marsalis' Blood on the Fields. Hij nam deel aan de wereldpremière en aan de radioproductie in hetzelfde jaar en de studio-opname in 1995, die in 1997 werd bekroond met de Pulitzerprijs. In hetzelfde jaar ging hij met het stuk op wereldtournee.
Eind jaren 1990 was hij lid van Jon Hendricks Explosion, James Williams' ICU, de bigband van Jimmy Heath en Jack Walraths Master of Suspense, waarvoor hij ook teksten schreef. Hij werkte ook samen met Roy Hargrove, Bill Saxton, Carl Allen, Barry Harris, Bruce Barth en Pamela Baskin Watson. Daarna richtte hij zijn eigen bands op, aanvankelijk met Miles Griffith: Voice, Drums and Dance, met de trombonist Jamal Haynes, de percussionisten Taru Alexander en David Pleasant, de bassisten Dwayne Burno en Vattel Cherry en diverse beeldende kunstenaars. Hij werkte ook voor Cassandra Wilson, Thelonious Monk, het Sun Ra Archestra, Wilber Morris en Bill Lee en hun Mo' Better Blues Quartet. De afgelopen jaren toerde hij ook met Yoron Israel & Key Player en Gerry Eastmans Williamsburg Music Center Band. Hij is ook te horen op albums met Mark Elf, Bill Mobley en Jamaaladeen Tacuma.
Griffiths was van 2005 tot 2008 een faculteitslid aan de Columbia University en vervolgens aan het Queens College. Ook gaf hij les in Groningen, Novo mesto en Izola en aan The New School.
Griffith overleed op 2 april 2025 op 55-jarige leeftijd.

## Discografie
- 1999: Spiritual Freedom
- 2000: Love Theme Live at Caviarteria
- 2000: Jack Walrath - Miles Griffith Get Hit in Your Soul  (ACT Music, met de WDR Big Band Köln)
- 2001: Miles Griffith/Tony Pancella I Found You
- 2002: Vered Dekel/Miles Griffith Expanded Interpretations
- 2010: Miles Griffith/Michael Stevens Only Love(Artists Recording Collective, met Dominique Girod, Dieter Ulrich)